# Krokodyl różańcowy
Krokodyl różańcowy (Crocodylus porosus) – gatunek gada z rodziny krokodyli właściwych (krokodylowatych). Jest największym współcześnie żyjącym gadem, a także największym drapieżnikiem na lądzie i rzekach całego świata. Samce krokodyli różańcowych mogą osiągać 6,3 m długości i ważyć 1360 kg. Typowe rozmiary dorosłych samców mieszczą się w przedziale 4,3–5,2 m długości i 400–1000 kg masy, ale zdarzają się również okazy o większych rozmiarach. Samice są o wiele mniejsze i zazwyczaj nie przekraczają 3 m długości. Krokodyle te mogą żyć w słonej wodzie, lecz najczęściej można je spotkać w lasach namorzynowych, estuariach, deltach rzek, lagunach i dolnych odcinkach rzek. Posiadają największy zasięg siedliskowy spośród wszystkich żyjących krokodyli, rozciągający się od wschodniego wybrzeża Indii, przez większą część Azji Południowo-Wschodniej do północnej Australii.
Krokodyl różańcowy jest groźnym hipermięsożercą, ostatecznym konsumentem, polującym z zasadzki. Jest w stanie zaatakować niemal każde zwierzę wkraczające na jego terytorium, wliczając ryby, skorupiaki, gady, ptaki, ssaki oraz inne drapieżniki takie jak rekiny i ludzie. Z powodu swych rozmiarów i rozmieszczenia, krokodyle różańcowe są najgroźniejszymi krokodylowatymi dla ludzi.

## Taksonomia i ewolucja
Uznaje się, że Crocodylus porosus jest bezpośrednio spokrewniony z podobnymi krokodylowatymi, które zasiedlały linie przybrzeżne superkontynentu Gondwana 98 milionów lat temu i przetrwały wymieranie kredowe. Skamieliny isisfordia odnalezione w buszu Queensland (dawniej miejsce rozległego morza śródlądowego) były mniejszych rozmiarów i prezentowały cechy linii bezpośrednio wiodącej do C. porosus, co świadczyło, iż zamieszkiwały podobne siedliska. Posiadały także kręgosłup wskazujący stosowanie „obrotu śmierci” w czasie polowania. Niekompletne zapisy kopalne sprawiały trudności w dokładnym prześledzeniu powstawania gatunków. Genom został w pełni poznany w 2007 roku. Najstarsze znaleziska archeologiczne tego gatunku pochodzą sprzed 4,0–4,5 miliona lat, przy czym nie odszukano śladów żadnych podgatunków. Naukowcy szacują, że C. porosus jest starym gatunkiem, który oddzielił się w granicach od 12 do 6 milionów lat temu. Jak się spodziewano badania genetyczne wykazały bliższe pokrewieństwo krokodyla różańcowego do innych żyjących azjatyckich gatunków krokodyli, jednakże istnieją pewne niejasności w kwestii, która grupa mogłaby być uznana za pierwotniejszą. Pozostałe gatunki o szerokich szczękach jak krokodyl błotny (C. palustris) i krokodyl syjamski (C. siamensis) wydają się być najbliżej spokrewnione spośród wszystkich żyjących gatunków.

### Możliwość występowania podgatunków i status kompleksu gatunkowego
Obecnie większość źródeł nie różnicuje krokodyla różańcowego na podgatunki. Opierając się jednak głównie na różnorodności morfologicznej, istnieją też takie, które sugerują istnienie nie tylko podgatunków, ale występowania całego kompleksu gatunkowego zbudowanego na C. porosus. W roku 1844, S. Müller i H. Schlegel podjęli próbę opisania krokodyli z Jawy i Borneo jako nowego gatunku o nazwie C. raninus. Odnosząc się do Rossa (1992), C. raninus wyraźnie daje się odróżnić zarówno od krokodyla syjamskiego, jak i właściwego krokodyla różańcowego dzięki liczbie łusek brzusznych oraz czterech łusek zapotylicznych, których zwykle brak u krokodyli różańcowych. Inna propozycja wprowadzenia nowego gatunku (C. pethericki) nastąpiła w Australii i sformułowana została przez Wellsa i Wellingtona (1985). Obiektem badań były krokodyle z Australii o dużych ciałach, stosunkowo dużych szczękach i krótkich ogonach. Typowym wzorcem dla tego umownego gatunku był krokodyl wabiący się Sweetheart (Kochanie), który w 1979 roku został przypadkowo zabity (utopił się po podaniu zbyt dużej dawki środka usypiającego w czasie próby przeniesienia go z powodu atakowania łodzi). Później rzekomy gatunek C. pethericki, został jednak uznany za błędnie zinterpretowany z powodu zmian fizycznych zachodzących u bardzo dużych samców. Według Wellsa i Wellingtona australijskie krokodyle różańcowe wystarczająco odróżniają się jednak od krokodyli zamieszkujących południową Azję, by przyznać im pozycję podgatunku.

## Opis

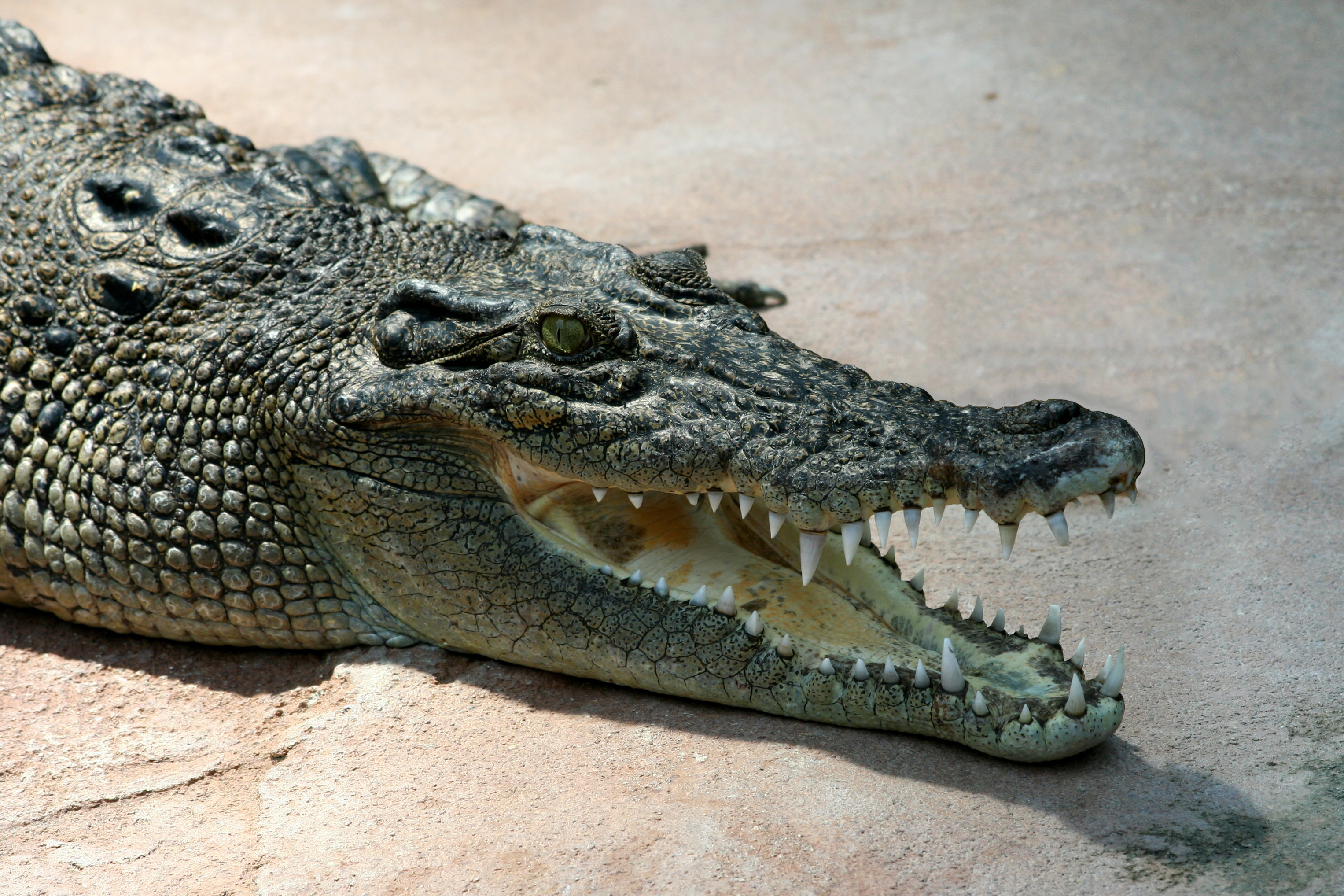
Głowa krokodyla różańcowego

Krokodyl różańcowy ma szerszy pysk niż większość pozostałych krokodyli. Jego szczęka jest również dłuższa niż u krokodyla błotnego; jej długość stanowi dwukrotność szerokości u jej podstawy. Krokodyl różańcowy ma mniej łusek na szyi niż pozostałe krokodyle. Gatunek ten posiada dwa grzebienie kostnych narośli biegnących od oczu przez środek pyska przypominających paciorki różańca. Łuski są owalne i mniejsze niż u pozostałych gatunków, a miejscami całkowicie nieobecne. Widoczna jest spora przerwa pomiędzy łuskami grzbietowymi i szyjnymi. W części grzbietowej pomiędzy krawędziami zbudowanymi z dużych, poprzecznie ułożonych łusek, występują małe trójkątne łuski. Częściowy brak łusek uważa się za przydatną cechę w odróżnianiu krokodyli różańcowych w niewoli lub w nielegalnym handlu skórami, odróżnianiu takiemu służy jeszcze kilka innych miejsc na ich ciele.
Duże, masywne ciało dorosłych krokodyli różańcowych kontrastuje ze szczupłą posturą większości innych krokodyli, co prowadziło do błędnego założenia, zgodnie z którym zwierzę miało być aligatorem.
Krokodyl różańcowy ma bardzo dużą głowę. Największa czaszka tego gatunku, której pochodzenie potwierdzono naukowo, znajduje się w Muzeum Historii Naturalnej w Paryżu, do którego trafiła z Kambodży. Czaszka tego okazu ma długość 76 cm (czaszki samic przekraczające 45 cm długości należą do rzadkości), szczęka długość 98,3 cm i maksymalną szerokość 48 cm (przy podstawie czaszki). Nie wiadomo jak doszło do osiągnięcia przez osobnika takich rozmiarów, jednak bazując na proporcjach długości czaszki do długości ciała znacznej ilości zbadanych krokodyli różańcowych, długość tego osobnika musiała wynosić około 7 metrów. Gatunek ten to największy żyjący współcześnie krokodyl i gad. Inne krokodylowate mogą mieć proporcjonalnie dłuższe czaszki, mianowicie gawial gangesowy (Gavialis gangeticus) i krokodyl gawialowy (Tomistoma schlegelii), długość czaszki drugiego z nich liczy do 84 cm (największa autentyczna czaszka krokodyla spośród żyjących gatunków), jednak oba te wąskopyskie gatunki posiadają mniej masywną czaszkę i znacznie mniejsze ciało niż krokodyl różańcowy. Krokodyl różańcowy ma długie zęby, przy czym największy ząb jaki został zmierzony miał 9 cm długości (przedni czwarty ząb dolnej szczęki). Głowa dużej samicy oddzielona od reszty ciała może przekroczyć 200 kg, łącznie z dużymi mięśniami i ścięgnami u podstawy czaszki odpowiedzialnymi za bardzo dużą siłę z jaką zaciska szczęki.
Młode krokodyle różańcowe są barwy bladożółtej z czarnymi pasami i plamami na ciele i ogonie. Ubarwienie to pozostaje na kilka lat zanim krokodyl zostanie dojrzałym osobnikiem. Dorosłe osobniki mają znacznie ciemniejszą barwę, będącą kompozycją ciemnej zieleni i szarości, z rzadka usianymi płatami jaśniejszych brązów i szarości. Znanych jest wiele różnych typów ubarwień, przy czym niektóre dorosłe osobniki zachowują całkowicie jasną skórę, podczas gdy inne są tak ciemne, iż wydają się czarne. Strona brzuszna jest biała lub żółta i pozostaje taka przez całe życie krokodyli różańcowych. Prążki widoczne są w dolnych częściach obu boków ich ciała, lecz nie nachodzą na brzuch. Ogon przybiera barwę szarą z ciemnymi pasami.

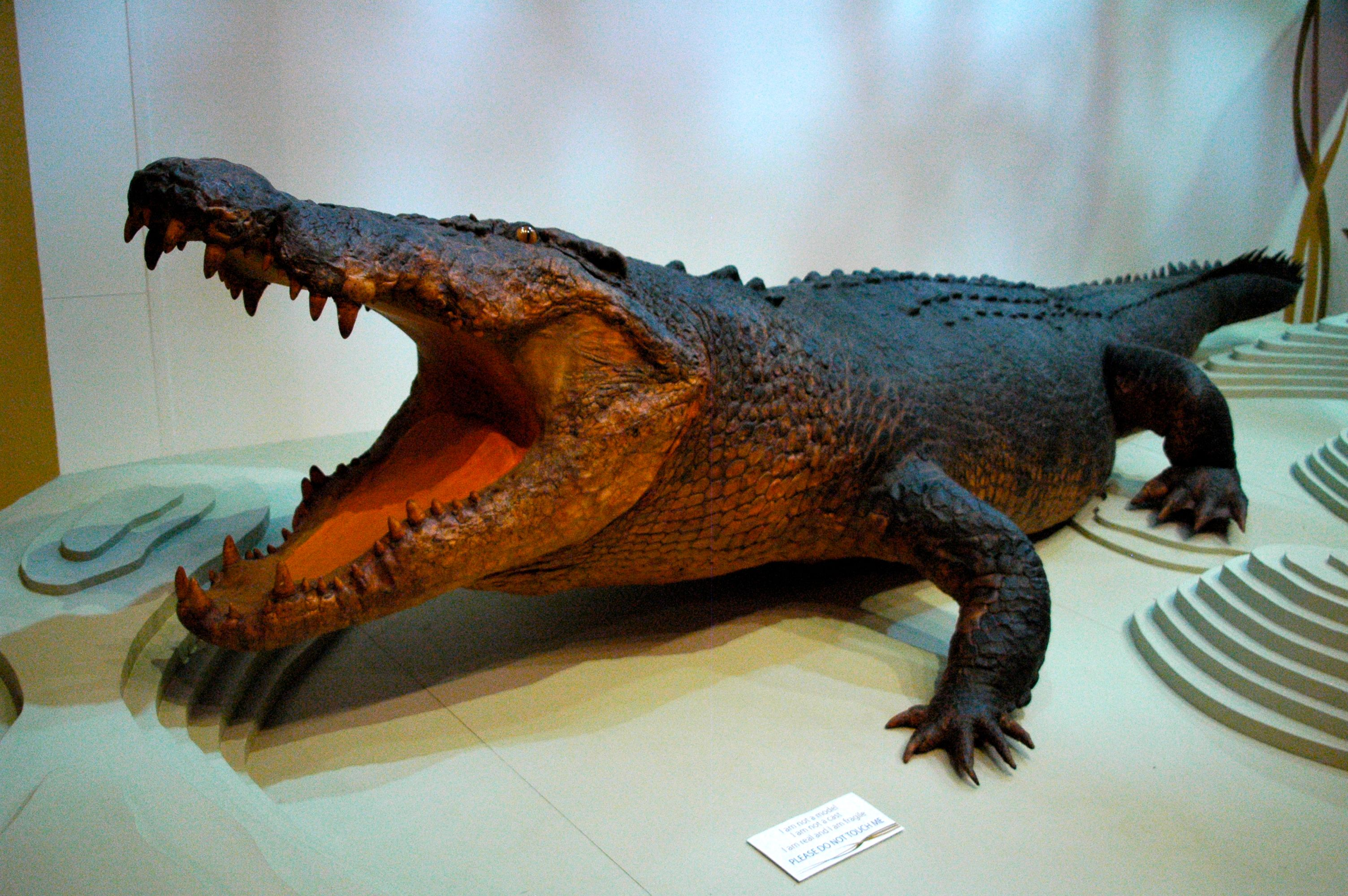
Sweetheart (krokodyl), duży krokodyl długości ok. 5,1 m ważący 816 kg. Sweetheart był impulsem dla niektórych badaczy do wysunięcia tezy o wyodrębnieniu australijskiego gatunku krokodyla różańcowego(C. pethericki)

### Rozmiary
Wykluczając obszary morskie, krokodyle są największymi żyjącymi drapieżnikami wodnymi i lądowymi na ziemi. Nowo wyklute krokodyle różańcowe mierzą średnio od 25 do 30 cm długości i ważą około 70 gramów. W drugim roku swojego życia młode krokodyle wzrastają do 1 m długości i 2,5 kg masy. Biorąc pod uwagę przyrost masy od nowo wyklutego małego do dużych rozmiarów i mas osiąganych przez dorosłe samce, krokodyle różańcowe charakteryzują się jedną z największych zmian masy i rozmiarów wśród znanych kręgowców na Ziemi. Samce osiągają dojrzałość płciową mając około 3,3 m w wieku około 16 lat, a samice przy długości około 2,1 metra i w wieku 12–14 lat. Dorosły samiec krokodyla różańcowego osiąga najczęściej od 3,5 do 5,2 m przy masie od 200 do 1000 kg. Według jednych badań, dorosłe samce posiadające ustabilizowane terytorium mierzą 4,17 m długości. Podczas innych badań określono średnią długość dorosłych samców na 4,49 m. Odwołując się do danych Australijskiego Departamentu Środowiska, średnia długość dorosłych samców krokodyli wynosi 5 m, a masa ponad 450 kg. W innym jeszcze przypadku dorosłym samcom przypisano średnią masę 590 kg, jednak Webb i Manolis (1989) określili średnią masę dorosłych samców w rzekach pływowych na jedynie 240–350 kg i długość na 4–4,5 m (możliwe, że zmniejszenie masy ciała wynikło z odtwarzania gatunku po dziesięcioleciach intensywnych polowań). Rzadko spotykane, bardzo duże stare samce mogą przekraczać 6 m długości i ważyć ponad 1000 kg.
Badania rządowe w Australii dopuszczają możliwość występowania większych okazów gatunku, mierzących od 6 do 7 metrów i ważących od 1000 do 1800 kg. Największy potwierdzony krokodyl różańcowy jakiego opisano, odnaleziony został w Papui-Nowej Gwinei w maju 1966 roku, na północno-wschodnim wybrzeżu i mierzył 6,3 m długości oraz ważył około 1360 kg. Z powodu intensywnego kłusownictwa, które rozwinęło się w XX wieku, takie indywidua stały się dziś ekstremalną rzadkością, gdyż potrzeba wiele czasu, aby krokodyle mogły osiągnąć takie rozmiary. Możliwe jest również, iż wcześniej geny wywołujące tak duży wzrost tych zwierząt zostały utracone, gdyż przez zabicie przekazujących je krokodyli, wypadły z puli genowej. Jednak dzięki odnowie środowiska krokodyla różańcowego i ograniczeniu kłusownictwa, liczba dużych krokodyli wzrasta, szczególnie w Indiach w stanie Orisa. Niedawno, Księga rekordów Guinnessa zaakceptowała dane o samcu krokodyla żyjącego w Parku Narodowym Bhitarkanika w Odisha, który to osiągnął 7,1 m długości i 2000 kg masy. Szacunkowa liczba olbrzymich krokodyli jest trudna do ustalenia z powodu kłopotów w chwytaniu i mierzeniu bardzo dużych żywych zwierząt. W Parku Bhitarkanika odnaleziono cztery inne krokodyle o długości przekraczającej 6 metrów. Być może, jeśli powiodą się zabiegi ochronne, tak duże okazy mogą okazać się częstszym zjawiskiem. Przedstawiciele tego gatunku są jedynymi żyjącymi krokodylami często przekraczającymi 5,2 m długości.
Głównym czynnikiem wpływającym na masę jest długość ciała. Masa krokodyla rośnie stopniowo wraz ze wzrostem długości. 10-centymetrowy przyrost u osobnika długości 1 m skutkuje zwiększeniem masy o 900 g, a o 34 kg u osobnika długości 5 m. Wyjaśnia to dlaczego 6-metrowe osobniki mogą ważyć dwukrotnie więcej niż osobniki 5-metrowe. Masa różni się również ogromnie w zależności od kondycji i wieku krokodyla: starsze samce są z reguły cięższe niż młodsze, zwłaszcza od momentu uzyskania i utrzymania swojego terytorium dającego możliwość lepszego, obfitszego żeru. Dla przykładu, krokodyle o długości 4,8 m ważą od 422 do 950 kg. Jeśli brać pod uwagę średnią, osobniki tej długości powinny ważyć około 520 kg, a przy 5,5–5,8 m powinny ważyć około 1000 kg.
Krokodyl różańcowy dysponuje największą znaną siłą zgryzu wśród żyjących współcześnie zwierząt: u pewnego osobnika zmierzono 16414 N, przy czym badacze przypuszczają, że największe stare samce mogą osiągać około 30000 N, czyli blisko połowę siły suchego ciągu myśliwca F16.
Gatunek ten charakteryzuje najbardziej wyraźny dymorfizm płciowy spośród wszystkich żyjących krokodyli, gdzie samice są znacznie mniejsze niż samce. Ekstremalnie duże samce mogą być około dwukrotnie dłuższe niż samice i nawet pięciokrotnie od nich cięższe. Typowa samica osiąga 2,3–3,5 m długości. Samice o 3 metrach, takie jak Connie i Cookie, trzymane w australijskim zoo, ważą około 150 kg. Dane Australijskiego Departamentu Środowiska również określają, iż średnia masa samic przy długości 3 metrów wynosi 150 kg. Mediana długości ciała dla samic plasuje się na poziomie 2,7 m zaś średnia masa przy tej długości od 80 do 100 kg. Jedne z badań prowadzonych w terenie doprowadziło do odnalezienia szeregu dorosłych samic mierzących od 2,7 do 3,08 m i ważących 76–103 kg. Inne badania wskazały na średnią długość 2,97 m. Średnia długości dorosłych samic w Filipinach wyniosła 3 m. Największe spośród samic mogą osiągać 3,5 m długości i ważyć 200–300 kg. Największa jak dotąd zmierzona samica miała około 4,2 m. Z powodu tak silnego dymorfizmu płciowego tego gatunku będącego w kontraście po tym względem wobec innych gatunków, oszacowanie mediany długości krokodyli różańcowych przez Guggisberg (1972) wyniosło jedynie na 3,84 m, zaś Brazaitis (1987) określił wartość środkową na zaledwie 4 m. Wartości te są niewiele większe niż w przypadku innych gatunków krokodyli np. gawiala gangesowego (20 cm różnicy), krokodyla gawialowego (30 cm różnicy), krokodyla nilowego (C. niloticus) itd.

## Występowanie i środowisko

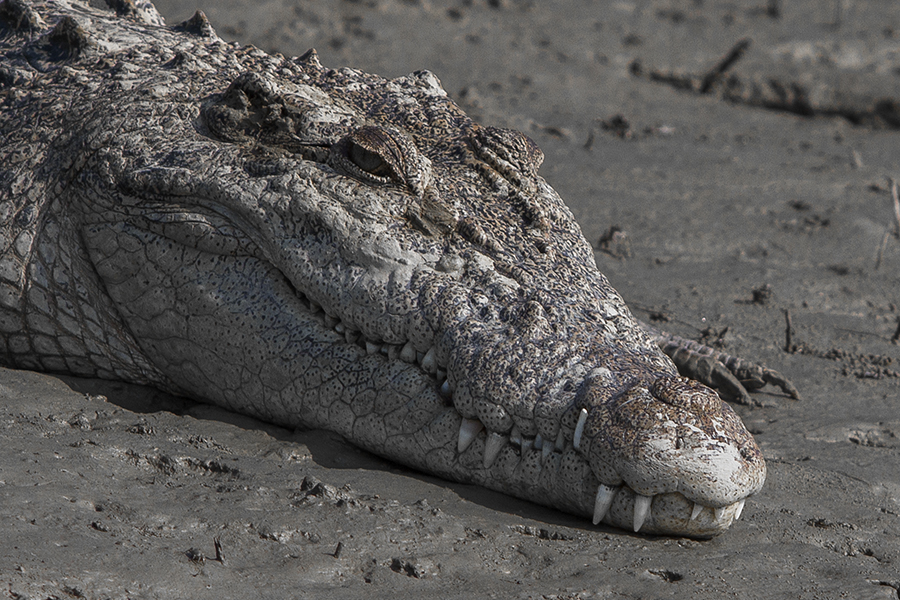
Krokodyl z Sundarbanów w Indiach

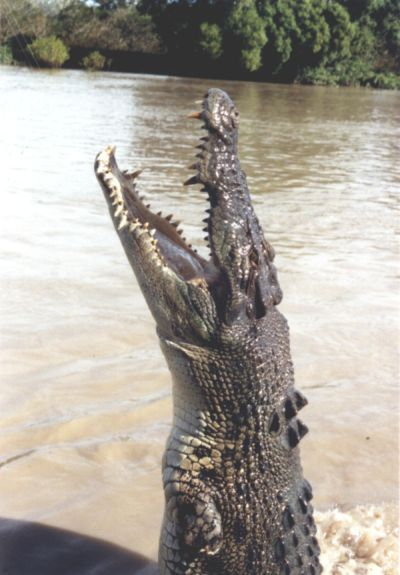
Krokodyl różańcowy wyskakujący z wody w rzece Adelaide River

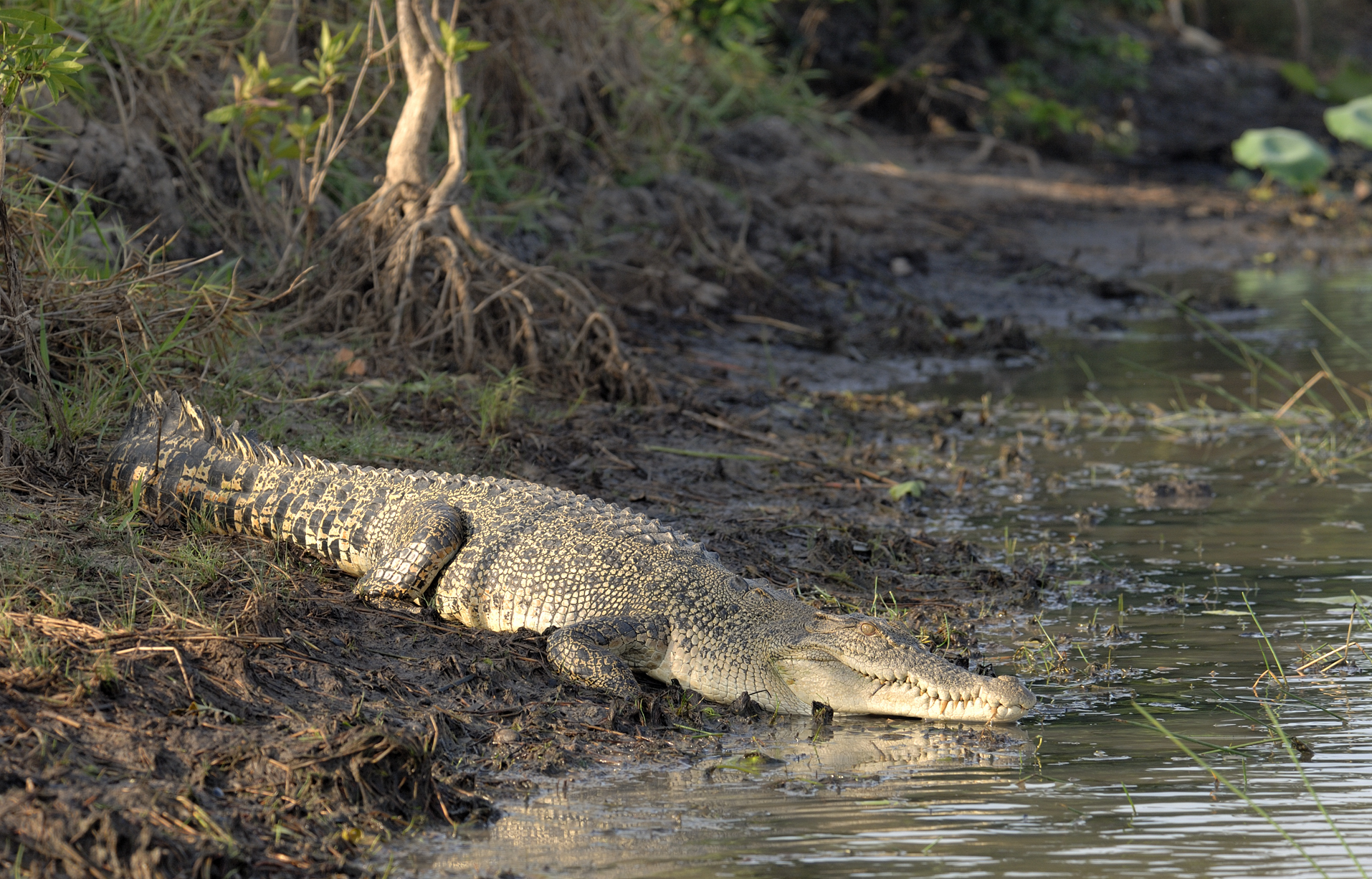
Wygrzewający się na słońcu krokodyl różańcowy

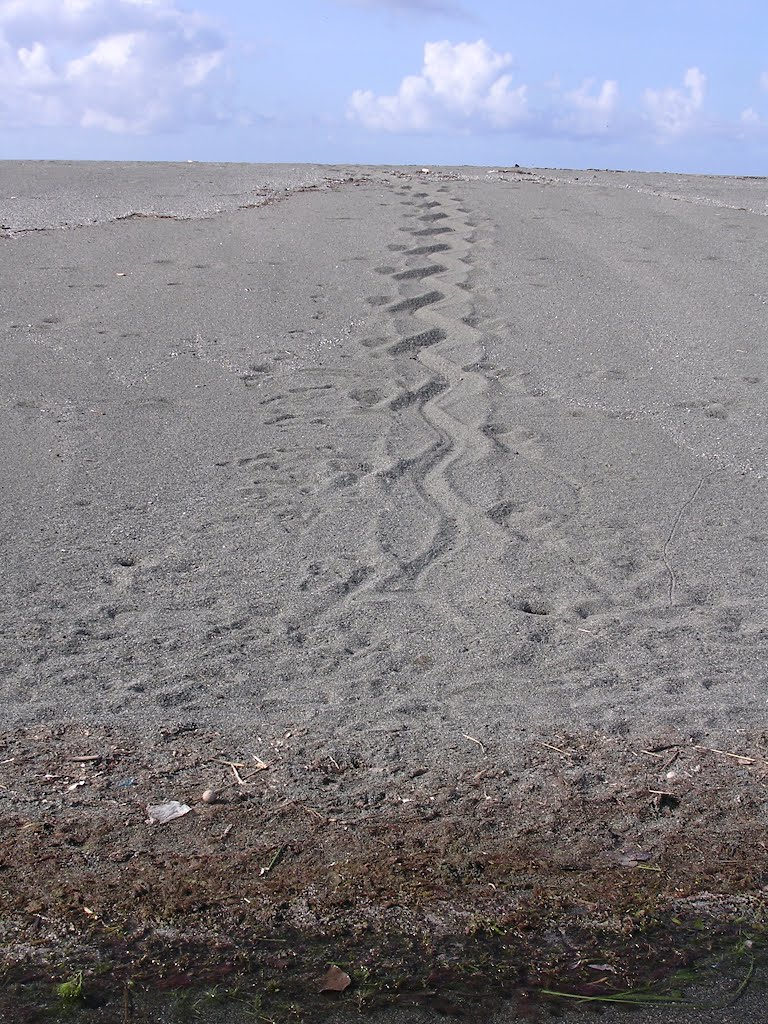
Tropy krokodyla różańcowego we Wschodnim Timorze

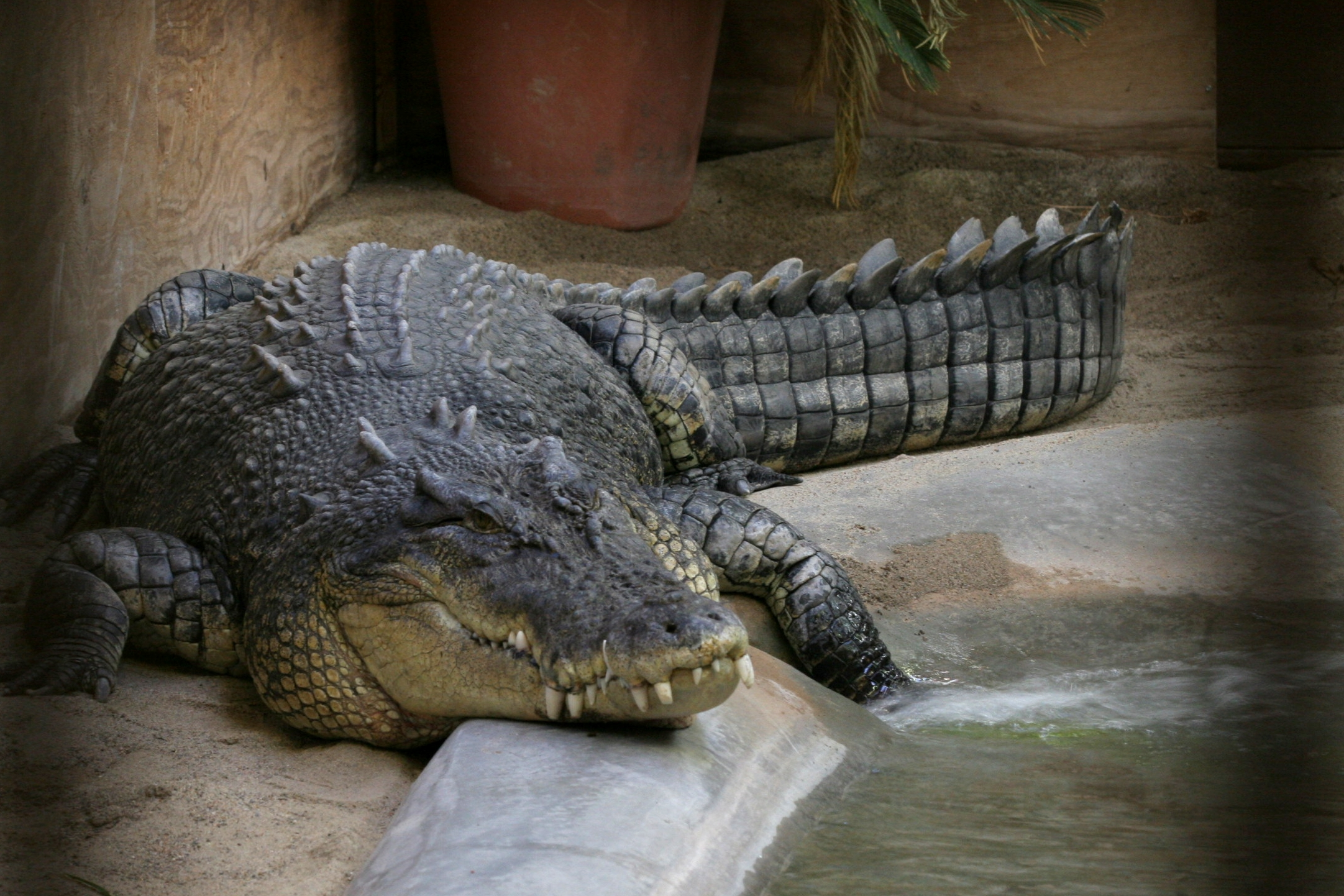
Duży krokodyl w parku

Krokodyl różańcowy jest jednym z trzech gatunków krokodyli zamieszkujących Indie, pozostałe dwa mają zasięg regionalny, mniejszy krokodyl błotny i polujący na ryby gawial gangesowy o wąskim pysku. Poza wschodnim wybrzeżem Indii krokodyl różańcowy jest bardzo rzadko spotykany na subkontynencie Indyjskim. Duża populacja składająca się z wielu dużych, dorosłych osobników, niekiedy przekraczających 6,1 m, a nawet olbrzymich samców o 7 m długości zasiedla namorzyny Bhitarkanika w stanie Odisha. Populacje o mniejszej liczebności zamieszkują również połacie Indii i Bangladeszu w obszarze Sundarbanów. Krokodyle różańcowe zamieszkują również te same pogranicze Bangladeszu co gawial i krokodyl błotny. Są również obecne w lasach namorzynowych i na wybrzeżach Andaman i Nikobarów w Indiach. Krokodyle różańcowe były niegdyś obecne na większości wysp Sri Lanki, lecz pozostały jedynie na terenach chronionych jak Park Narodowy Yala, gdzie również występują duże populacje krokodyli błotnych.
W północnej Australii (obejmującej najbardziej wysunięte na północ części Terytorium Północnego, Australię Zachodnią i Queensland) krokodyle różańcowe rozwijają się wyjątkowo pomyślnie, szczególnie w złożonym systemie rzek nieopodal Darwin (np. rzekach Adelaide River, Mary i Daly wraz z ich starorzeczami i estuariami), gdzie duże osobniki mierzące 5 m i więcej nie należą do rzadkości. Populacja krokodyli różańcowych w Australii waha się pomiędzy 100 000 a 200 000 dorosłymi osobnikami. Na kontynencie tym, krokodyle różańcowe koegzystują wraz z mniejszym krokodylem australijskim o znacznie węższym pysku (C. johnstoni). Ich zasięg rozciąga się od Broome w zachodniej Australii, przez całe wybrzeże Terytorium Północnego, aż do wybrzeży w Rockhampton w Queensland. Aligator Rivers (Rzeki Aligatora) to obszar w Ziemi Arnhema posiadający niefortunną nazwę, nadaną tak z powodu zamieszkujących tam krokodyli różańcowych wykazujących podobieństwo do aligatorów lub mylonych z krokodylami australijskimi zamieszkującymi również Terytorium Północne. W Nowej Gwinei, występują powszechnie pośród brzegów niemal każdego systemu rzecznego w kraju, jak na przykład w rzece Fly, wzdłuż wszystkich estuariów i namorzynów, gdzie pokrywają się swoim zasięgiem, lecz rzadszym i mniej agresywnym krokodylem nowogwinejskim (C. novaeguineae). Są również obecne w różnych zagęszczeniach pośród wysp Archipelagu Bismarcka, a także na Wyspach Kai, Wyspach Aru, Molukach i wielu innych w obrębie regionu, łącznie z Timorem i wyspami w Cieśninie Torresa.
Z historii wiadomo, że krokodyl różańcowy był powszechny w całej Azji Południowej, jednak obecnie na większości jej obszaru populacja gada wyginęła. W przeważającej części Indochin nie spotkano przedstawicieli tego gatunku od dziesięcioleci, zaś w Tajlandii, Laosie, Wietnamie i prawdopodobnie w Kambodży, populacja krokodyla różańcowego wymarła. W Mjanmie sytuacja krokodyli jest krytyczna, istnieje jednak stabilna grupa z wieloma dużymi osobnikami w delcie Irawadi. Prawdopodobnie jedynym krajem w Indochinach stanowiącym niszę dla krokodyli jest Mjanma. Niegdyś krokodyle różańcowe były powszechne w Delcie Mekongu (skąd zniknęły w latach 80. XX wieku) i innych systemach rzecznych. Przyszłość krokodyli na obszarze Indochin nie przedstawia dla nich dobrych perspektyw, jednak rozpatrując globalną populację krokodyli różańcowych, jest to gatunek krokodyli o najmniejszym prawdopodobieństwie całkowitego wyginięcia.
Krokodyle różańcowe przez długi czas były w Chinach gatunkiem wymarłym. Dawniej zasiedlały południowe wybrzeże od prowincji Fujian na północy do granicy z Wietnamem. Doniesienia o dużych krokodylach, żerujących zarówno na ludziach, jak i zwierzętach hodowlanych pojawiły się w czasach panowania dynastii Han i Song. Zdarzenia te miały mieć miejsce w dolnym biegu Rzeki Perłowej niedaleko dzisiejszego Hongkongu, Makau, rzeki Han, rzeki Min na północy, części wybrzeża regionu autonomicznego Guangxi i wyspy Hajnan. Krokodyle żyjące w prowincji Fujian są najbardziej wysuniętą na północ częścią populacji tego gatunku.
W Indonezji i Malezji, występują izolowane populacje krokodyli różańcowych. Na Borneo i Sumatrze stanowią schronienie dla większych zbiorowisk krokodyli, zaś na pozostałych obszarach (np. zachodnia Malezja) występują w znacznie mniejszych liczbach, a ich małe populacje są często zagrożone. Pomimo bliskiego sąsiedztwa ostoi krokodyli w północnej Australii, nie występują one na wyspie Bali. Gatunek ten jest również prawdopodobnie wymarły w Lombok, Komodo i na większej części Jawy. W południowej części Półwyspu Malajskiego, jak również Borneo, krokodyle różańcowe żyją obok krokodyli gawialowych i blisko spokrewnionych choć o wiele mniejszych krokodyli syjamskich. W zachodniej części Jawy pozostała mała populacja krokodyli utrzymuje się w Parku Narodowym Ujung Kulon. Krokodyle różańcowe są również obecne na Wyspach Salomona, w Vanuatu, gdzie znajduje się mała wymierająca populacja trzech osobników (według oficjalnych źródeł), oraz w Palau z zagrożoną populacją, mającą jednak szanse na odbudowanie.
Niegdyś krokodyle te obejmowały zasięgiem daleki zachód od wschodnich wybrzeży Afryki po Seszele.
Uważane były nawet za część populacji krokodyli nilowych, lecz udowodniono ich przynależność do C. porosus.

## Biologia i zachowania

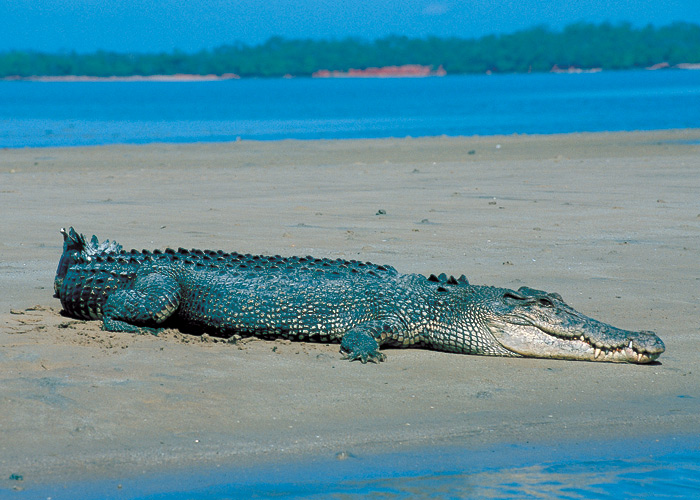
Krokodyl na plaży w Darwin, Australia

Długie morskie wędrówki krokodyli różańcowych spowodowały, że niektóre osobniki spotykano daleko od ich naturalnego obszaru występowania. Odnotowano pojawienie się ich w Nowej Kaledonii, Fidżi, zaś wykorzystując prąd morski Kuro Siwo udało im się dotrzeć do Iwo Jimy, Hachijō-jima, Amami Ōshima, Iriomote-jima (gdzie przebywało kilka osobników żerując wzdłuż rzeki Urauchi od Bakumatsu do Meiji zanim nie zostały odstrzelone za decyzją lokalnych władz), pelagicznych wód Shima, Półwyspu Miura, a nawet do zimnego Morza Japońskiego (tysiące kilometrów od granic ich obszaru). Pomiędzy 2008 a 2009 zaobserwowano kilka osobników żyjących w obrębie systemu rzek nieopodal Wielkiej Wyspy Piaszczystej, leżącej na znacznie chłodniejszych wodach i oddalonej setki kilometrów od ich naturalnych terenów w Queensland. Krokodyle prawdopodobnie wędrują w pobliże wyspy na południe od północnego Queensland w czasie cieplejszej pory deszczowej i wracają na północ gdy temperatura sezonowo spada. Pomimo szoku jaki wywołał widok krokodyli na Wielkiej Wyspie Piaszczystej, pojawianie się ich tak daleko na południe najwyraźniej nie jest pojedynczym przypadkiem, gdyż w przeszłości odnotowywano już spotkania z tymi zwierzętami np. w Brisbane w czasie cieplejszej pory deszczowej.
Krokodyle różańcowe najchętniej spędzają tropikalną porę mokrą w słodkowodnych mokradłach i rzekach, wędrując w stronę dolnych biegów rzek i estuariów, a niekiedy nawet daleko w morze na czas pory suchej. Przejawiają gwałtowne, agresywne zachowanie wobec siebie podczas ubiegania się o cudze terytorium i w czasie przekraczania jego granic. Dominujące samce zajmują w niemal każdym przypadku najdogodniejsze odcinki słodkich strumieni i źródeł. Z tego powodu, młodym krokodylom pozostaje nic więcej jak zająć peryferyjne obszary systemów rzecznych lub udać się na żer do oceanu. Tłumaczy to tak szeroki zasięg tych zwierząt (od wschodnich wybrzeży Indii do północnej Australii), jak również pojawianie się ich w nietypowych miejscach (Morze Japońskie). Jak wszystkie krokodyle, mogą przetrwać przez dłuższy czas jedynie w wysokich temperaturach, dlatego też opuszczają czasowo miejsca w Australii które nawiedza okres niższych temperatur.
Skłonność krokodyli różańcowych do życia w słonych wodach jest podstawową cechą pozwalającą odróżnić je od pozostałych gatunków krokodyli. Mimo że inne krokodyle również posiadają gruczoły solne pozwalające im przetrwać w słonej wodzie (cecha jakiej nie posiadły aligatory) zapuszczają się w morze jedynie w ekstremalnych przypadkach. Jedynym gatunkiem, który również regularnie udaje się w morze jest krokodyl amerykański (C. acutus), nie jest jednak stwierdzone czy jest on równie dobrze przystosowany do takich warunków jak krokodyl różańcowy. Nieformalna nazwa „krokodyl morski” sugeruje, iż jest to zwierzę podróżujące pomiędzy lądami podzielonymi połaciami mórz lub opływa drogą morską duże obszary zwartego lądu takiego jak Australia. Na modłę ptaków wędrujących wykorzystujących kominy termiczne, krokodyle korzystają z prądów morskich by wędrować na długie dystanse. Badania, w których to do 20 krokodyli podczepiono nadajniki satelitarne, wykazały że: 8 osobników spośród całej grupy zawędrowało na otwarte wody oceaniczne, z czego jeden przebył 590 km wzdłuż wybrzeża w ciągu 25 dni. Inny prawie pięciometrowy samiec przebył 411 km w 20 dni. W czasie wędrówki oszczędzają znaczne ilości energii przez proste unoszenie się na powierzchni wody bez udziału znacznej ilości ruchów, lub przez wykorzystanie prądów morskich. Niekiedy przerywają swe wędrówki odpoczywając kilka dni na zacisznych plażach w oczekiwaniu na pojawienie się prądu morskiego o korzystniejszym kierunku. W czasie podróży śródlądowej, wykorzystują czasem sieci rzeczne.
W odróżnieniu od pozostałych krokodyli, będących zwierzętami socjalnymi, dzielącymi się pożywieniem i miejscami w których się wygrzewają, krokodyle różańcowe są bardziej terytorialne i mniej tolerancyjne wobec „braci” swego gatunku. Rzecz ma się inaczej w przypadku samic, gdyż samce tolerują je i dzielą się z nimi swoim terytorium. Samice składają jaja w porze mokrej w gniazdach będących kopcami wygrzebanymi w glinie, wymoszczonymi roślinnością. Samice aktywnie chronią gniazdo i wyklute młode przed drapieżnikami.
Umiejętność wchodzenia w głęboki letarg, pozwala krokodylom na przetrwanie miesiącami bez pożywienia. Krokodyle różańcowe spędzają czas głównie w wodzie lub za dnia wygrzewają się na słońcu. W czasie nocy przypada czas na polowanie. Okresowe badania zachowań krokodyli różańcowych w Australii wykazały ich większą aktywność i skłonność do spędzania czasu w wodzie w czasie australijskiego lata. W okresie zimowym preferują wygrzewanie się na słońcu. Krokodyle różańcowe należą do jednych z najbardziej aktywnych spośród wszystkich krokodyli, gdzie większą część czasu spędzają w wodzie. Wykazują znacznie mniejsze zainteresowanie lądem niż pozostałe gatunki krokodyli, wychodząc z wody głównie po to, by wygrzewać się na słońcu. Czasami spędzają w morzu całe tygodnie na poszukiwaniu odpowiednich fragmentów lądu, co w niektórych przypadkach prowadziło do pojawienia się na łuskach krokodyli wąsonogów.

PokarmSsaki, ptaki, gady, ryby. Na swe ofiary, podobnie jak inne krokodyle, czatuje zanurzony u wodopojów. Schwytaną zdobycz uśmierca za pomocą paszczy, ogona oraz topiąc ją. Jest on jednym z najgroźniejszych dla człowieka gatunków krokodyli. W nocy wychodzi na ląd odchodząc na znaczne odległości od wody atakując każde spotkane zwierzę, również człowieka. Co roku odnotowuje się przypadki ataków na ludzi, z tego też powodu stały się one postrachem wśród ludności tubylczej.
RozródSamica składa w gnieździe 25–50 sztuk jaj z dala od wody. Gniazda są kształtu kopcowatego, utworzone z liści i pędów roślin. Średnica gniazda dochodzi do 7 m przy wysokości do 1 m. W gnieździe, wśród gnijących części roślin temperatura wynosi ok. 32 °C. Co roku samica buduje nowe, zawsze w tym samym miejscu gniazdo.
Atak na ludzi
Według relacji przyrodnika, który uczestniczył w zdarzeniu, krokodyle różańcowe przeprowadziły jedyny w historii masowy atak zwierząt na ludzi. Twierdził on, że włączyły się do bitwy na wyspie Ramree u wybrzeży Birmy podczas ofensywy brytyjsko-amerykańskiej przeciwko wojskom japońskim w 1945 r. Desant brytyjskiej armii (4. i 71. Indyjskiej Dywizji Piechoty) miał miejsce 21 stycznia 1945 r. i Brytyjczycy szybko zepchnęli broniący się garnizon japoński na podmokłe tereny, gdzie go okrążyli. Japończycy przez trzy tygodnie odmawiali kapitulacji. W nocy 19 lutego 1945 r. miały zaatakować ich nagle od tyłu, od strony bagien, krokodyle, rozdrażnione być może przez hałas strzelaniny, kojarzący im się z rykiem z walk godowych. Krokodyle różańcowe zagryzły niemal wszystkich Japończyków, następnego dnia rankiem poddało się ostatnich 20 żywych, rannych żołnierzy. Historycy i herpetolodzy kwestionowali jednak wiarygodność tego sprawozdania.